# Куаньи, Робер де Франкето
Робер-Жан-Антуан де Франкето (фр. Robert-Jean-Antoine de Franquetot; 1648 — 10 октября 1704, Кёнигсмакер), граф де Куаньи — французский генерал.

## Биография
Сын Жана-Антуана де Франкето, графа де Куаньи, и
Мадлен Патри.
Поступил на службу в 1667 году мушкетером. С началом Голландской войны отправился добровольцем в армию короля и принял участие во всех осадах в ходе кампании 1672 года. Кампмейстер-лейтенант Королевского Иностранного полка (19.02.1673), в составе армии Месье участвовал в осаде Маастрихта.
В 1674 году служил в Германской армии маршала Тюренна, в июне сражался с герцогом Лотарингским и графом Капрарой под Зинсхаймом, участвовал в разгроме арьергарда противника, отступавшего за Неккар и Майн, в бою под Ладенбургом, затем в битве под Энцхаймом близ Страсбурга, где герцог Лотарингский потерпел второе поражение, и в битве при Мюльхаузене в декабре.
В 1675 году служил в Германской армии под командованием Тюренна, затем принца Конде, в январе участвовал в бою при Туркхайме, после которого курфюрст Бранденбургский, герцог Лотарингский и герцог де Бурнонвиль были вынуждены сняться с лагеря и отступать за Рейн, в августе принимал участие в деблокировании Хагенау, в сентябре — Саверна.
В 1676 году служил в Германии под командованием маршала Люксембурга, в декабре был при взятии Монбельяра. В 1677 году в Германии в войсках маршала Креки; в октябре участвовал в бою под Кокесбергом близ Страсбурга, в ноябре во взятии Фрайбурга. В 1678-м под командованием того же маршала сражался в боях при Рейнфельде и Гегембахе, и участвовал во взятии форта Кель в июле. В 1679-м воевал в армии Креки на Нижнем Рейне, где в июне курфюрст Бранденбургский был дважды разбит под Минденом.
15 января 1680, после отставки герцога де Монтозье, был назначен губернатором Кана, а 20-го, после отставки сеньора Лакруазета, также получил должность великого бальи этого города. В 1681—1683 годах служил в лагере графа де Сурди в Артуа и 22 октября 1681 был назначен генеральным инспектором кавалерии.
В кампанию 1684 года служил в обсервационной армии маршала Шомберга, прикрывавшей осаду Люксембурга маршалом Креки.
В 1685 году был в лагере на Соне, которым командовал маркиз де Латрус, 26 февраля 1686 был произведен в бригадиры кавалерии, в 1688 году служил в лагере на Соне под командованием графа де Сурди.
В 1689 году служил в Германской армии маршала Дюраса, в июне участвовал во взятии Бреттена, Штаффурта, Дурлаха, Этлингена.
Кампмаршал (10.03.1690), в кампанию того года служил в Германии под командованием Монсеньора и маршала Лоржа, не предпринимавших активных действий. В январе 1691 передал Королевский Иностранный полк сыну и отправился на фронт в Германию, где маршал Лорж держал оборону.
В 1692 году участвовал в кампании во Фландрии, был при взятии Намюра в июне и в битве при Стенкерке в августе.
Генерал-лейтенант армий короля (30.03.1693), в 1693—1694 годах служил в Каталонской армии маршала Ноая, в июне 1693 участвовал во взятии Росаса и форта Троицы, в мае 1694 в переправе через Тер на виду у испанцев и в их разгроме при Буже, где провел несколько кавалерийских атак, заставив противника отступить. В июне прикрывал взятие штурмом Паламоса и был при взятии Жироны, в июле при взятии замка Остальрик и Кастельфоллита, в сентябре при снятии испанской осады Остальрика. 22 декабря 1694 получил созданную тогда должность генерального директора кавалерии, которую сохранял до конца жизни.
В 1695 году продолжил службу в Каталонии и Руссильоне под началом маршала Ноая, а затем герцога Вандомского. Во время осады Кастельфоллита испанцами получил задание провести в крепость конвой; 29 мая, преодолев длительное сопротивление, после кровопролитного сражения форсировал проходы и выполнил поручение. В этом бою под ним была убита лошадь. В августе участвовал в принуждении испанцев к снятию осады Паламоса.
В 1696—1697 годах также служил в частях герцога Вандомского в Каталонии и Руссильоне. Возглавляя французскую кавалерию, внес вклад в победу над кавалерийским корпусом принца Дармштадтского при Остальрике 1 июня 1696. 14 июля 1697 отличился при взятии лагеря Веласко у Сан-Фелиу в ходе осады Барселоны, а 10 августа командовал штурмом Барселоны. 20 августа Людовик XIV назначил графа де Куаньи губернатором этого города, но в том же году был заключен Рисвикский мир и французы покинули Каталонию.
С началом войны за Испанское наследство Куаньи 27 февраля 1701 был назначен командующим в областях Гелдерна, Венло, Рурмонда, Стевенсверта под началом курфюрста Баварского, и 30 июня во Фландрскую армию маршала Буфлера. В следующем году также служил во Фландрской армии герцога Бургундского и маршала Буфлера, а в 1703-м в той же армии маршалов Буфлера и Вильруа. В июне 1702 участвовал в атаке под Нимвегеном, где голландцы были отброшены под огонь крепостных орудий, а в мае 1703 во взятии Тонгерена.
28 марта 1704 в Версале был назначен главнокомандующим Мозельской армией, предназначенной для действий либо в Нидерландах, либо на Рейне, по мере надобности. Войска Куаньи следовали за армией маршала Таллара, осуществлявшего манёвр с целью оказания помощи курфюрсту Баварскому. Умер в ходе этой кампании в Кёнигсмакере под Тьонвилем.

## Семья
Жена (контракт 5.10.1668): Мари-Франсуаза де Гойон-Матиньон (3.08.1648—11.11.1719), дочь Франсуа Гойона, сира де Матиньона, графа де Ториньи, и Анн Малон де Берси
Дети:
- Франсуа (16.03.1670—18.12.1759), герцог де Куаньи, маршал Франции
- Анри, мальтийский рыцарь (1696)
- Анн-Мадлен-Луиза. Муж (1.02.1703): Шарль д’Аркур (ум. 1753), барон д’Олонд, кампмейстер кавалерии

## Комментарии
1. ↑  На основании этого факта секретарь Пинар относит генерала Куаньи к придуманной им категории «командармов» (commandants d’armée), якобы стоявших рангом выше маршалов Франции
2. ↑  По словам Жана-Батиста де Курселя, он умер в тот момент, когда уже был удостоен маршальского жезла (Courcelles, p. 8)